# Éditions Magellan & Cie
 (juin 2021).
Magellan & Cie est une maison d'édition française créée en 1999 par Marc Wiltz. Elle édite principalement des livres de voyage, contemporains et du patrimoine. Son nom est une référence au navigateur portugais Fernand de Magellan, auteur de la première circumnavigation.

## Historique
Marc Wiltz créé les éditions Magellan & Cie en 1999. Il publie principalement des récits d'écrivains-voyageurs mais aussi des carnets de voyages, des livres jeunesse, de la papeterie et des livres consacrés aux arts du cirque. Entre 1999 et 2021, plus de 400 titres ont été publiés par les éditions Magellan & Cie. 
En 2005, les éditions Magellan & Cie s'installent au 34 rue Ramey, dans le XVIIIe arrondissement de Paris et ouvrent une librairie d'éditeur, nommée La librairie du voyageur.
Magellan & Cie fait partie de l'UEVI (Union des éditeurs de voyage indépendants), créée en 2012, qui regroupe également les éditions Intervalles, Géorama, Ginkgo, L'Asiathèque, Névicata, Transboréal, Elytis, Nomades et Bouts du monde.
En 2021, les éditions Magellan & Cie rachète les collections des éditions Flies France, une maison d'édition de contes et légendes du monde, et intègre ses titres dans son catalogue.

## Principales collections
Les éditions Magellan & Cie possèdent 16 collections. La principale, avec 96 titres en 2020, est Heureux qui comme... Le nom de cette collection est tiré du titre du poème de Du Bellay Heureux qui, comme Ulysse, a fait un beau voyage. Cette collection est publiée en partenariat avec le magazine Geo depuis 2004. Elle est constituée de récits des premiers écrivains-voyageurs, écrits entre 1820 et 1920 et étudie les lieux et les mœurs, avant le tourisme. La collection « Miniature » est une collection de recueils de nouvelles produite à l'origine avec le magazine Courrier international. Elle fut créée en 2007 et est dirigée par Pierre Astier. Chaque livre a pour thème un pays et est constitué de cinq ou six nouvelles écrites par des auteurs du pays. En 2021, Alexis Bernaut a repris la direction de la collection. « Je est ailleurs » est une collection de récit de voyageurs contemporains. « Pour l'amour de » est une collection centrée sur la France, dans laquelle les auteurs parlent d'un lieu ou d'une région avec une dimension autobiographique et historique. « Sfumato » est une collection de romans illustrés créée en 2019, sous la direction de Vincent Turhan. Elle a pour principe de faire dialoguer textes et images, auteurs du XXe siècle et graphistes-illustrateurs du XXIe siècle. Les deux premiers titres publiés sont Transatlantique de Stefan Zweig illustré par Vincent Turhan, et Les Montagnes hallucinées de H. P. Lovecraft illustré par Olivier Subra.

## Principaux auteurs publiés
- Jules Verne
- Pierre Loti
- Théophile Gautier
- Boubacar Boris Diop
- Alexis de Tocqueville
- Albert Londres